# Hamed Haddadi
Hamed Haddadi (Persa: حامد حدادی, nacido el 19 de mayo de 1985 en Ahvaz, Irán) es un jugador de baloncesto iraní que pertenece a la plantilla del Sichuan Blue Whales de la CBA. Es el primer iraní en jugar en la NBA y el segundo en hacerlo en Estados Unidos tras Behdad Sami. Con 2,18 metros de estatura, juega en la posición de pívot.

## Trayectoria deportiva

### Irán
Haddadi jugó en varios equipos de Irán desde 1999 hasta 2008 y en el Al Wasl de Emiratos Árabes Unidos. En agosto de 2007 rechazó una oferta del KK Partizan de la liga serbia.

### NBA
Antes de los Juegos Olímpicos de Pekín de 2008, Haddadi recibió varias ofertas y declaró que tras la competición ficharía por un equipo. Existieron complicaciones a causa de las restricciones legales con respecto a las relaciones comerciales entre empresas de Estados Unidos y los ciudadanos iraníes. El 28 de agosto de 2008 fichó como agente libre por Memphis Grizzlies de la NBA. En su primer partido de pretemporada el 7 de octubre de 2008, Haddadi anotó 4 puntos en la derrota ante Houston Rockets.
Haddadi promedió 1.7 puntos y 3.3 rebotes en 9.7 minutos en los seis partidos que disputó en pretemporada con los Grizzlies, y debutó de manera oficial en temporada regular el 30 de diciembre, cuando jugó 4 minutos ante Phoenix Suns y aportó 2 puntos y un rebote. Fue asignado a Dakota Wizards de la NBA Development League entre noviembre y diciembre.
El 30 de enero de 2013 es enviado junto con su compañero de equipo Rudy Gay a Toronto en un traspaso a tres bandas entre Grizzles, Pistons y Raptors en el que también se vieron involucrados Tayshaun Prince, José Manuel Calderón, Ed Davis y Austin Daye.
El 21 de febrero de 2013 (fecha límite de traspasos) es enviado a los Phoenix Suns a cambio de Sebastian Telfair, sin haber debutado con los Raptors.

### China
[actualizar]

## Selección nacional
Haddadi consiguió la medalla de bronce con la selección de Irán en los Juegos Asiáticos de 2006 y la medalla de oro en los campeonatos FIBA Asia de 2007 y 2009, siendo nombrado MVP en ambos torneos. Participó en los Juegos Olímpicos de Pekín 2008 y lideró el torneo en tapones y rebotes por partido.
[actualizar]
En verano de 2021, fue parte de la selección absoluta iraní que participó en los Juegos Olímpicos de Tokio 2020, que quedó en decimosegundo lugar.
Durante agosto y septiembre de 2023 fue integrante de la selección de Irán que participó en el Mundial de 2023 celebrado en Asia, y que finalizó en trigesimoprimer lugar. A su término, y con 38 años, decidió retirarse de la selección.

## Estadísticas de su carrera en la NBA

### Temporada regular
| Año     | Equipo  | PJ  | PT | MPP  | %TC  | %3P  | %TL  | RPP | APP | ROB | TPP | PPP |
| ------- | ------- | --- | -- | ---- | ---- | ---- | ---- | --- | --- | --- | --- | --- |
| 2008-09 | Memphis | 19  | 0  | 6.3  | .484 | .000 | .600 | 2.5 | .4  | .1  | .6  | 2.5 |
| 2009-10 | Memphis | 36  | 0  | 6.7  | .387 | .000 | .737 | 2.1 | .3  | .0  | .4  | 1.7 |
| 2010-11 | Memphis | 31  | 0  | 5.4  | .517 | .000 | .652 | 2.2 | .2  | .1  | .4  | 2.4 |
| 2011-12 | Memphis | 35  | 0  | 5.9  | .542 | .000 | .692 | 2.0 | .2  | .0  | .7  | 2.0 |
| 2012-13 | Memphis | 13  | 0  | 6.7  | .333 | .000 | .500 | 1.8 | .3  | .1  | .5  | 1.2 |
| 2012-13 | Phoenix | 17  | 0  | 13.8 | .459 | .000 | .520 | 5.1 | .5  | .3  | 1.2 | 4.1 |
| Total   | Total   | 151 | 0  | 7.0  | .463 | .000 | .632 | 2.5 | .3  | .1  | .6  | 2.2 |

### Playoffs
| Año   | Equipo  | PJ | PT | MPP | %TC   | %3P  | %TL  | RPP | APP | ROB | TPP | PPP |
| ----- | ------- | -- | -- | --- | ----- | ---- | ---- | --- | --- | --- | --- | --- |
| 2011  | Memphis | 9  | 0  | 3.4 | .300  | .000 | .833 | .9  | .0  | .0  | .6  | 1.2 |
| 2012  | Memphis | 4  | 0  | 5.3 | 1.000 | .000 | .500 | 2.3 | .3  | .0  | .5  | 1.3 |
| Total | Total   | 13 | 0  | 3.9 | .417  | .000 | .750 | 1.3 | .1  | .0  | .5  | 1.2 |